# Catadiano
Catadiano (en euskera y oficialmente Katadiano) es una localidad del concejo de Anda, que está situado en el municipio de Cuartango, en la provincia de Álava, España.

## Historia
Hacia mediados del siglo XIX, el lugar, ya por entonces perteneciente a Cuartango, tenía contabilizada una población de 51 habitantes. Aparece descrito en el sexto volumen del Diccionario geográfico-estadístico-histórico de España y sus posesiones de Ultramar de Pascual Madoz con las siguientes palabras:

CATADIANO: l. en la prov. de Alava (4 leg. á Vitoria), part. jud. de Añana (3), aud. terr. de Burgos (22), c. g. de las prov. Vascongadas, dióc. de Calahorra (21), ayunt. de Cuartango (1/2): sit. á la izq. del r. Bayas combatido principalmente por los aires del N., cuya circunstancia hace el clima frio y propenso á enfermedades catarrales. Tiene 16 casas, y una parr. (San Pedro), servida por un cura de nombramiento del diocesano. Para surtido de los vec. hay una fuente en la parte interior del pueblo, y otras 3 en el térm. Confina este por N. Zuya y Urcabustaiz (1 leg.); E. sierra de Badaya (1/2 leg.); S. Tortura (1/4), y O. Anda (igual dist.). En un espacioso campo bajo el peñon de la indicada sierra se halla la ermita de Ntra. Sra. de Escolumbe, cuyo edificio es de muy buena arquitectura. Le cruza el mencionado r. Bayas sobre el cual hay un puente, y no lejos de este sitio se encuentra una venta llamada Marubay en el camino de la Rioja y Vizcaya. El terreno es desigual y medianamente fértil; hácia el N. comprende el cerro titulado Pila con bastante arbolado, y la ladera de dicha sierra de Badaya cubierta de robles, cuya leña se utiliza para diferentes objetos. El correo se recibe por cada interesado en la c. de Orduña. prod.: trigo, cebada, avena, maiz, patatas y otros frutos; se cria ganado vacuno, caballar, mular, de lana y cabrio: hay caza de liebres y perdices; y pesca de loinas, truchas, anguilas y barbos. ind. y comercio: ademas de la agricultura, hay un molino harinero, y las especulaciones comerciales se reducen principalmente á la venta de granos y muletas. pobl.: 9 vec., 51 alm. riqueza y contr. con el ayuntamiento.
(Madoz, 1847, p. 255)

En 2022, tenía empadronados siete habitantes.

## Demografía
| Gráfica de evolución demográfica de Catadiano entre 2000 y 2017 |
|                                                                 |
| Población de derecho según los censos de población del INE.     |

## Patrimonio
Hay en el lugar una iglesia de San Pedro y, en las inmediaciones, un santuario de Nuestra Señora de Escolumbe.
En las cercanías de Catadiano, existe un conjunto de monumentos megalíticos, los cuales fueron recogidos dentro del patrimonio cultural vasco, como bien cultural dentro de la categoría de conjunto monumental, en el año 2011.En la zona hay un conjunto de cuatro construcciones megalíticas, tres de ellas serían dólmenes (San Sebastián Norte, dolmen de San Sebastián Sur y Gurpide Sur) y la última se trata de un dolmen posteriormente convertido en Menhir (Gurpide Norte).